# Erik Botvidsson (Stålarm)
Erik Botvidsson (Stålarm), var en finländsk häradshövding.

## Biografi
Erik Botvidsson var son till landssynemanen Botvid Bengtsson och Botilla Nilsdotter. Han var 1470, 1474, 1480 och 1488–1491 häradshövding i Borgå län.

### Familj
Erik Botvidsson var gift med Karin Olofsdotter. Hon var dotter till Olof och Kristina Jakobsdotter Garp. De fick tillsammans barnen ståthållaren Arvid Eriksson (död 1529) på Tavastehus och häradshövdingen Olof Eriksson (död omkring 1534) i Borgå.